# Jeff Chandler

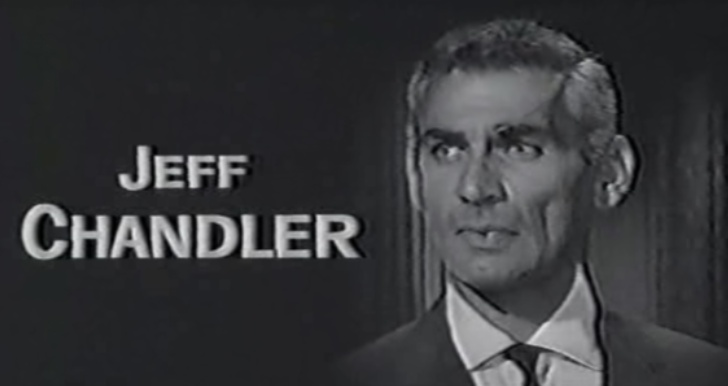
Jeff Chandler în filmul The Tattered Dress

Jeff Chandler (născut Ira Grossel; n. 15 decembrie 1918, New York City, New York, SUA – d. 17 iunie 1961, Los Angeles, California, SUA) a fost un actor evreu-american de film.

## Legături externe
- Jeff Chandler la Internet Movie Database